# Федерация пляжного футбола Азербайджана
Федерация пляжного футбола Азербайджана (азерб. Azərbaycan Çimərlik Futbol Federasiyası) — организация, занимающаяся проведением соревнований по пляжному футболу на территории Азербайджана, под эгидой АФФА — Ассоциации футбольных федераций Азербайджана. Была основана в 2003 году.
В феврале 2008 года, Федерация пляжного футбола Азербайджана совместно с АФФА — Ассоциацией футбольных федераций Азербайджана подготовили проект по развитию и популяризации пляжного футбола в Азербайджане.

## Руководство федерации
- Президент — Ферид Новрузи
- Вице-президент — Фарид Ахундов
- Генеральный секретарь — Али Алиев
- Менеджер по проектам и маркетингу — Решад Мамедов
- Администратор — Руфат Гасанов
- IT менеджер — Эмиль Асланов
- Главный тренер Сборной Азербайджана по пляжному футболу — Эмиль Джаббаров[1]

## Судьи ФИФА

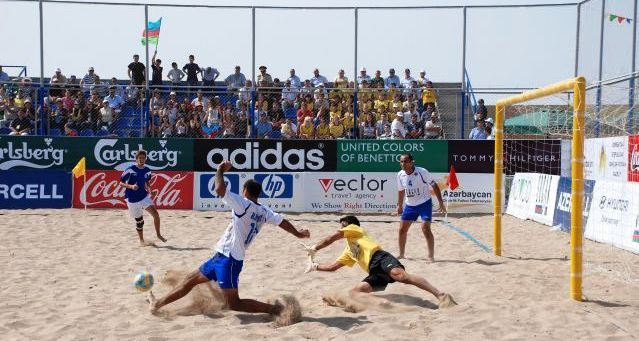
Эпизод из матча сборных Норвегии и Азербайджана

Азербайджанский рефери по пляжному футболу — Афган Гамзаев, является официальным судьей ФИФА и представляет Азербайджан на международных соревнованиях, проходящих под эгидой ФИФА.